# Rendi országgyűlés
A rendi országgyűlésben a főurak és az egyházi vezetők mellett a magyar nemesség és a szabad királyi városok képviselői is helyet kaptak. Az uralkodó hívta össze, terjesztette be és szentesítette a törvényeket, azokat azonban már a rendek vitatták meg.

## A magyar rendi országgyűlések előzményei
A 13. századtól a törvényhozás a király és az országgyűlés közös joga volt. Ez a későbbi rendi társadalom alkotmányának is alapelve maradt. Az Árpád-ház kihalása után a királyt több esetben az országgyűlés választotta (szabad királyválasztás joga). 
Az országgyűlést kezdetben a főurak és az egyház vezetői alkották. 

## A rendi társadalom kialakulása
A királyi Magyarországon a 15. század végére a feudális társadalom fejlődése során fokozatosan elkülönültek az azonos jogú és kötelezettségű társadalmi csoportok, a „rendek”:  előbb 3 rend (nemesség, papság, polgárság), majd a nemesi rend kettészakadásával a 16. századra 4 rend jött létre: főnemesség, köznemesség, papság, polgárság, és e rendi rétegződés 1848-ig fennmaradt[3].

## A rendi országgyűlés kialakulása
A rendi állam törvényhozása a rendi (ország)gyűlés volt, melyben a korábbival szemben a főurak és egyházi vezetők mellett már a magyar nemesség és a szabad királyi városok képviselői is helyet kaptak. 
A rendi gyűlést az uralkodó hívta össze, és jogában állt feloszlatni is. Ő terjesztette be és szentesítette a törvényeket, azokat azonban már a rendek vitatták meg. A rendi országgyűlés nem jelentett egy minden évben, folyamatosan ülésező intézményt. Az uralkodók politikai helyzettől, érdekeiktől, a rendek nyomásától függően hívtak vagy nem hívtak össze országgyűlést, sokszor évekig nem volt országgyűlés. A magyar rendi országgyűléseken a rendek közül a nemesség jutott döntő szerephez, a papság és főként a polgárság szerepe inkább kiegészítő volt.[3]
Az országgyűlési rendszernek is fontos alapja volt a 13. századtól kialakuló nemesi vármegye, a nemesség megyei önkormányzati intézménye, melynek tagjai választással nyerték hivatalukat.

### Az egytáblás rendi országgyűlések (1400-as évek végétől – 1608)
A magyar országgyűlés tagjai a 15. századig együttesen, „egy táblán” (képletesen „egy asztalnál”) folytatták tanácskozásaikat. Később az egységes nemességen belül a főnemesség (főrendi nemesség; hercegek, grófok, bárók) és a köznemesség fokozatosan elkülönült, a  köznemesség saját követküldési jogot szerzett. Ezzel egy időben az Országgyűlés idején ülésező Királyi Tanács már körvonalazta a 17. századtól állandósuló felsőtáblát: a két tanácskozás a gyakorlatban egyre inkább mint az országgyűlés két táblája működtek. E tárgyalásokat hely szerint is külön folytatták. 1526-ban a székesfehérvári országgyűlést a rendek a szabad ég alatt, a főurak a prépostsági épületben, az 1559-es és az 1565-ös pesti országgyűlésen az alsótábla ülését a ferencesek kolostorában, a felsőtábláét a prímásnál tartották.
1608-ban végül az országgyűlést hivatalosan is „két táblára” osztották, ekkor vált kétkamarássá a rendi országgyűlés.
Buda 1541-es török elfoglalása, az ország három részre szakadása után a Habsburg uralom alatti királyi Magyarország országgyűléseit legtöbbször Pozsonyba (alkalmanként Sopronba) hívták össze.
Az Erdélyi Fejedelemségben, majd a 18. századtól a Habsburgok által külön kormányzott Erdélyben külön erdélyi országgyűléseket tartottak.
A török hódoltság alatti területen a Török Birodalom által kialakított rendszerben folyt az ország kormányzása.

### Kéttáblás rendi országgyűlés bevezetése (1608)
1608-ban vezették be Magyarországon az országgyűlésben a kétkamarás rendszert, kettéválasztva egymástól a főtáblát és az alsótáblát (a követek tábláját). A főtábla (főrendi tábla, felsőtábla, mai szóval felsőház) tagjai a főnemesek és főpapok voltak, születésüknél illetve hivataluknál fogva. Az alsótábla (kamara, képviselőház) ülésein választással megválasztott küldöttek képviselték a többi rendet.[8]
Alsótáblai megyei küldöttválasztásra csak a teljes választókorú népesség 5%-át adó megyei nemesség tagjai és 5%-ot kitevő szabad királyi városok küldöttei voltak jogosultak.
A küldöttek száma ezen belül sem volt népességarányos: a vármegyei nemesség részéről minden megyét külön-külön egy szavazat illetett meg, míg a szabad királyi városok, a papság, illetve a kerületek küldöttei csupán egy-egy szavazattal rendelkeztek. Így a rendi országgyűlések alsótáblájában legtöbben a megyei nemesség képviselői voltak. Őket a megyei választásokon, a megyei nemesség a vármegyeházán, kortes hadjárat után választotta. A jelölteket hivatásos kortesek kísérték és segítették. Végső döntésre a jelölteket támogató nemesekből álló tömeg a vármegyeháznál gyűlt össze: többségük kívülrekedve, a nyitott ablakokon keresztül hallgatta a hangzavart és az ablakban álló kortesek jelzéseinek megfelelően időről-időre éljenzéssel támogatta jelöltjét. A gyűlésterembe bejutott nemesi tömeg hangos vitát folytatott, melyet a kortesek által vezényelt éljenzések és hurrogások kísértek. A jelöltekről a végső döntést, hagyományos szabály szerint, a többség véleménye alapján hozták: szavazatszámlálás nem volt, hanem jelölteket támogató (nemesi) tömeg kiabálásának hangereje alapján becsülték meg a többséget.[2] A megválasztott megyei követet utasítással látták el, és visszahívható volt.
A Magyar Királyság országgyűlése a 17–18. században általában mintegy 500 főből állt.[1]

## A rendi országgyűlés működési elve
Az alsótábla üzenet formájában továbbította a  határozatát a felsőtáblának. Ez az úgynevezett felirati javaslat azonban csak akkor kerülhetett az uralkodó elé szentesítésre, ha azt a felsőtábla is jóváhagyta.
Ez nagy mértékben lassította a döntések meghozatalát, mert az alsó- és felsőtáblán addig folytak az üzenetváltások (felirati és leirati javaslatok formájában), amíg sikerült közös álláspontot kialakítani.
Ekkor közös felirati javaslatban felküldték az uralkodóhoz, aki leiratban ismertette módosító javaslatait, vagy szentesítette.

## A rendi országgyűlési rendszer vége
Az 1848-as polgári reformok során az 1848 évi V. törvénycikk vezette be az egyéni, egyfordulós, relatív többségi választási rendszert, amelyben a 20. évüket betöltött, a vagyoni cenzusnak megfelelő magyar férfiaknak volt választójoguk. A választhatóság korhatára 24 év, feltétele a magyar állampolgárság és a magyar nyelv ismerete volt.